# The Heroic Legend of Arslân
Pour les articles homonymes, voir Arslan Senki et Arslan.
The Heroic Legend of Arslân (アルスラーン戦記, Arusurān senki) est un shōnen manga de Hiromu Arakawa, adapté de la série de romans d'heroic fantasy Les Chroniques d'Arslân créée par Yoshiki Tanaka. Les événements décrits dans le manga débutent trois ans avant ceux de la série de romans originale. Le manga est prépublié dans le magazine Bessatsu Shōnen Magazine depuis juillet 2013 et publié par l'éditeur Kōdansha en volumes reliés depuis avril 2014. La version française est publiée par Kurokawa à partir de mai 2015.
Une adaptation en anime produite par les studios Liden Films et Sanzigen est diffusée entre avril et septembre 2015 sur MBS au Japon et sur Wakanim et sur la chaîne Mangas dans les pays francophones. Une seconde saison intitulée Le ballet de la tempête de sable (風塵乱舞, Fūjin Ranbu) est diffusée entre juillet et août 2016.

## Synopsis
An 317 du calendrier parse. Le royaume occidental de Lusitania, monothéiste, envahit le royaume de Maryam dans sa guerre sainte pour imposer la foi en Yahldabôth, son dieu unique, aux royaumes orientaux. Andragoras III, roi de Parse, mène son armée et écrase la force d'invasion des Lusitaniens.
Le roi Andragoras III est un roi guerrier, un féroce combattant qui est considéré comme invaincu à la tête de son armée, connue pour l'efficacité de sa cavalerie lourde reconnue comme la meilleure du monde. Il est marié à la reine Tahaminé, considérée comme la plus belle femme du royaume, et a eu d'elle un fils, le prince Arslân (qui signifie "lion" en turc ottoman, écrit "aslan" en turc moderne), qui a 11 ans. Ce jeune prince, sensible et doté d'une carrure fragile et d'un physique peu viril, n'est pas apprécié, aussi bien par son père que par sa mère.
Après la victoire du roi de Parse sur les Lusitaniens, une période de paix de trois ans s'ensuit.
En l'an 320 du calendrier parse, les Lusitaniens relancent une attaque contre Parse après leur conquête de Maryam, tombé plus rapidement que lors de la précédente invasion.
Dirigeant sa vaste armée, le roi Andragoras III se porte à la rencontre des Lusitaniens dans la plaine d'Atropatènes. Il est accompagné de ses meilleurs généraux, dont les généraux Kahllahn et Daryûn, ainsi que du jeune prince qui va livrer sa première bataille à 14 ans.
Mais Atropatènes se révèle être un piège mortel, tendu par le général Kahllahn, qui a trahi Parse, et par le dénommé "Masque d'Argent", un mystérieux étranger qui est général dans l'armée des Lusitaniens.
L'armée parse est défaite, subissant des pertes effroyables, et Andragoras est fait prisonnier par Masque d'Argent.
Le jeune Arslân, que Kahllahn voulait tuer lui-même, est sauvé par Daryûn. Le prince et le général s'enfuient ensuite pour aller trouver un ami de Daryûn, l'ancien seigneur Narsus, un noble Parse excentrique, fin stratège et philosophe, chassé des années plus tôt de la cour de Parse par le roi qui n'aimait pas sa franchise. Avec Narsus et Elam, son serviteur, puis avec d'autres compagnons, le petit groupe se lance dans la quête de réorganiser l'armée parse et de sauver le royaume, même si la capitale, Ecbâtana, est tombée aux mains des Lusitaniens entre-temps...
Conseillé par ses nouveaux camarades, le jeune Arslân devra apprendre à grandir et à changer sa vision du monde s'il veut libérer son pays de l'envahisseur lusitanien et de l'usurpateur au masque d'argent...

## Personnages

### Parse
Arslân (アルスラーン, Arusurān)
Voix japonaise : Yusuke Kobayashi, voix française : François Créton
Prince héritier du Royaume de Parse et personnage principal. Durant sa première bataille, son royaume, Parse, est conquis par les Lusitaniens à cause de la trahison de Kahllahn. Il est d'apparence fragile et peu sûr de lui, contrairement à son père, et très gentil ; il est cependant prêt à mettre sa vie en jeu pour celle de ses amis, sa famille et son royaume. Au début aveugle aux défauts de Parse, il devient plus conscient des méfaits de son pays après avoir rencontré Étoile, et désire apprendre les croyances des Lusitaniens. À la fin de la saison 1, il est à la tête d'une armée de 10 000 soldats et capture le fort de Saint-Manuel, première grande victoire parse depuis l'invasion du royaume moins d'un an auparavant.
Il a été entraîné à l'épée et à l'arc par l'Erhân Valphreze, et est très apprécié d'Azrael et Srûshi, deux faucons dressés par le marzbâhn Kishwahd.
Daryûn (ダリューン, Daryūn)
Voix japonaise : Yoshimasa Hosaya, voix française : Alexandre Coadour
Daryûn est l'un des cinq meilleurs guerriers de Parse. Il est très loyal envers le Roi Andragoras et le Prince Arslân. Durant la bataille d'Atropathènes, la première à laquelle Arslân participe, son oncle, l'Erhân Valphreze, lui demande de jurer fidélité à Arslân sur son épée, ce qu'il accepte. À la suite de la défaite des Parses, il devient le protecteur du prince Arslân et se montre particulièrement protecteur envers son seigneur. Il aussi celui qui permet au prince de rencontrer Narsus car il estime que son ami pourra leur être d'une aide précieuse dans la guerre contre les Lusitaniens. Même après avoir appris l'identité du général au masque d'argent, accusant Arslân de n'avoir aucune légitimité pour régner sur Parse, il reste tout de même d'une loyauté sans faille envers son jeune protégé.
Il a lui-même dressé Shabrang, son cheval, pour le combat.
Narsus (ナルサス, Narusasu)
Voix japonaise : Daisuke Namikawa, voix française : Robin Barde
Stratège de génie, Narsus était autrefois seigneur du Daylam et conseiller du Roi Andragoras, mais il a été banni après avoir contesté la décision du Roi de maintenir l'esclavage et parce qu'il estimait les membres du gouvernement incompétents et corrompus. Il est un excellent tacticien, une fine lame et un philosophe, même si ce dont il est le plus fier sont ses médiocres talents de peintre. Il avait prédit que le manque de stratégie du Roi et son refus de libérer les esclaves mènerait à la chute du royaume.
Il accepte de devenir le conseiller d'Arslân en échange de la place de Peintre de la cour.
Elam (エラム, Eramu)
Voix japonaise : Natsuki Hanae, voix française : Susan Sindberg
Fils d'un couple d'esclaves affranchis par Narsus. Reconnaissant envers lui, il devient son loyal serviteur, jurant de le protéger. Il rivalise d'ailleurs souvent avec Alfreed pour attirer son attention.
Doué pour récolter des informations, il n'hésite pas à se déguiser pour se fondre dans la masse et rester discret. Il est également un très bon cuisinier et un assez bon archer. Chaque fois qu'Arslân lui demande de devenir son ami, Elam décline en disant qu'ils ne sont pas issus du même milieu. En réalité, ils s'apprécient beaucoup et finissent tout de même amis.
Passionné de mythes antiques, il rêve de voyager vers le sud pour découvrir et étudier les villes légendaires qui sont détaillés dans le récit de ses lectures.
Ghîb (ギーヴ, Gīvu)
Voix japonaise : KENN, voix française : Rémi Caillebot
Troubadour, amuseur public, poète et musicien ambulant très doué à l'arc et à l'épée. Ayant un faible pour l'or mais aussi la gent féminine, il décide de suivre Faranghîs lorsqu'elle entre au service du Prince Arslân. S'il n'estime guère le prince au début de l'aventure, il finit néanmoins par admettre que ce dernier n'est pas comme les autres nobles qu'il a déjà rencontrés et qu'il méprise.
Faranghîs (ファランギース, Farangīsu)
Voix japonaise : Māya Sakamoto, voix française : Gabrielle Jéru
Faranghîs est une prêtresse guerrière au service du dieu Mithra. D'un abord extérieur froid et distant, elle est en réalité plutôt prévenante envers l'entourage proche du prince.
De ses dires, elle était la plus belle, la plus douée et la plus intelligente des servants de Mithra, et quand une prédiction a été faite, disant qu'un serviteur de Mithra devait protéger le Prince Arslân, elle a été choisie par ses pairs par jalousie. Sa beauté fait qu'elle est régulièrement courtisée par Ghîb, ce qui l'irrite assez souvent. Elle s'entretient avec les Djinns à l'aide d'une petite flûte qu'elle porte autour du cou, un pouvoir qui se révèle utile dans la détection des ennemis.
Alfrîd (アルフリード, Arufurīdo)
Voix japonaise : Manami Numakura, voix française : Françoise Escobar
Fille du chef de la tribu Zott, des brigands nomades parcourant le territoire de Parse. Agée de 16 ans, elle a appris à se battre aux côtés de son père et des autres membres de sa tribu, quand son destin bascule lorsque leur groupe décide d'attaquer Hilmes, alors à la poursuite d'Arslân. Les Zott se font massacrer, le père d'Alfrîd étant tué par Hilmes lui-même, et elle n'échappe à la mort que grâce à l'intervention opportune de Narsus. Lorsque ce dernier bat en retraite après avoir déclenché un piège contre Hilmes, il emporte Alfrîd avec lui. Séduite par Narsus, son sauveur providentiel, elle décide de le suivre et de rester à ses côtés, clamant haut et fort qu'elle sera celle qu'il épousera, ce qui ne manque pas de créer des frictions entre elle et Elam.
Masque d'Argent (銀仮面卿, Ginkamen Kyō)
Voix japonaise : Yūki Kaji, voix française : Sylvain Charbonneau
Il est à la tête de l'armée Lusitanienne et est le principal antagoniste. Il est en réalité Hilmes, cousin d'Arslân et fils d'Osloes V, le frère aîné d'Andragoras. Il mène l'invasion de Parse pour réclamer son titre légitime. Il hait son oncle d'une haine brûlante, car ce dernier l'a défiguré en tentant de l'assassiner après la mort du précédent roi, et il s'est associé aux Lusitaniens mais aussi à une étrange secte de magiciens pour reprendre son trône. Il est pyrophobe et est donc effrayé par les flammes depuis la tentative d'assassinat où il a failli mourir brûlé vif. Depuis, il couvre le haut de son visage, notamment la zone entourant son œil droit, d'un masque d'argent qui lui vaut son surnom.
Andragoras III  (アンドラゴラス三世, Andoragorasu san-sei)
Voix japonaise : Takayuki Sugou, voix française : Jochen Hagele
Roi de Parse et père d'Arslân. Il est reconnu pour son caractère impitoyable et têtu mais aussi sa tendance à utiliser la force brute plutôt que la stratégie. La trahison de Kahllhan et la connaissance de Masque d'Argent des stratégies de Parse ont conduit à sa défaite écrasante sur les plaines d'Athropathènes. Capturé par les lusitaniens, il est gardé en vie et maintenu prisonnier dans les geôles de la capitale Ecbatâna. Une rumeur indique qu'il serait impliqué dans la mort mystérieuse de son frère aîné, le précédent roi régnant Osloes V.
Tahaminé (タハミーネ, Tahamīne)
Voix japonaise : Atsuko Tanaka, voix française : Sandra Chartraire
Reine de Parse et mère d'Arslân, elle se montre très froide envers lui et son époux Andragoras. Sa beauté saisissante fait tomber le Roi de Lusitania, Innocentis VII, profondément amoureux d'elle. Originaire de l'ancienne principauté de Badakhshan, elle a rejoint le Parse après la conquête de ses terres. Elle devient souveraine de Parse en épousant le roi Osloes V puis, après son décès, son successeur Andragoras III.
Valphreze (ヴァフリーズ, Vafurīzu)
Voix japonaise : Eizou Tsuda, voix française : Loïc Houdré
Êrhan (Général des Armées) de l'armée de Parse, Valphreze est l'oncle de Daryûn. Il est celui qui a entraîné Arslân au maniement des armes. Il a été tué par Masque d'Argent en essayant de sauver le Roi Andragoras. Sa tête a été présentée devant les remparts d'Ecbatâna, lors du siège de la ville, avec celles des marzbrâhn Manuçurh et Haÿl notamment. Malgré son âge avancé, c'est un excellent guerrier, capable de vaincre plusieurs adversaires ordinaires avant que Masque d'Argent ne le tue.
Kahllahn (カーラーン, Kārān)
Voix japonaise : Tōru Ōkawa, voix française : Francis Benoît
L'un des douze marzbâhn de l'armée de Parse. Il trahit le Parse, ce qui entraîne la chute du Royaume, et sert maintenant Lusitania sous les ordres du Masque d'Argent. Il meurt accidentellement en combattant Daryûn.
Kishwahd (キシュワード, Kishuwādo)
Voix japonaise : Hiroki Yasumoto, voix française : Jérôme Keen
L'un des douze marzbâhn de l'armée de Parse, surnommé "le général aux lames jumelles". Il s'occupe de la forteresse de Peshawar à la frontière est de Parse et repousse les invasions extérieures en compagnie du marzbâhn Baqhman. Il possède Srûshi et Azraël, deux faucons qui se sont liés d'affection avec le Prince Arslân et qui l'accompagnent souvent dans ses déplacements. Après la défaite d'Athropathènes et l'arrivée du prince à la forteresse de Peshawar, Kishwahd a juré fidélité à Arslân et est devenu l'un de ses marzbâhn.
Qbad (クバード, Kubādo)
Voix japonaise : Kenta Miyake, voix française : Antoine Tomé
L'un des douze marzbâhn de l'armée de Parse. C'est un grand combattant qui est borgne et qui aime boire. Lorsqu'il apprend la rumeur de la fuite du Roi Andragoras à la bataille d'Atropathènes, celui-ci prend la décision de quitter le champ de bataille avec ses hommes. Il reviendra plus tard se ranger à la faction du Prince Arslân.
Shapûr (シャプール, Shapūru)
Voix japonaise : Katsuyuki Konishi
L'un des douze marzbâhn de l'armée de Parse qui est souvent en rivalité avec Qbad. Lors de la bataille d'Atropathènes, celui-ci a préféré, pour l'honneur, poursuivre le combat jusqu'au bout contre les lusitaniens alors que l'armée parse était en train de perdre et qu'on lui ait affirmé que le roi s'était enfui. Il est finalement capturé et est utilisé par les Lusitaniens pour déstabiliser les parses confinés à Ecbatâna. Humilié devant les murs de la cité, il demande qu'on mette fin à ses souffrances. De tous les archers présents aux remparts, seul Ghîb parviendra à l'atteindre (d'une unique flèche) malgré la longue distance qui les sépare.
Sahm (サーム, Sāmu)
Voix japonaise : Hiroshi Yanaka, voix française : Fabrice Lelyon
L'un des douze marzbâhn de l'armée de Parse. Lui et Garshâq sont les deux marzbâhns qui ont été chargés de la protection de la capitale de Parse. Pendant le siège de celle-ci, celui-ci combattit Kallahn et fut grièvement blessé par le Masque d'Argent. Il fut soigné et apprit que le Masque d'Argent était Hilmes le véritable prétendant au trône de Parse et lui jura fidélité.
Garshâq (ガルシャースフ, Garushāsufu)
Voix japonaise : Kenji Nomura
L'un des douze marzbâhn de l'armée de Parse qui était à la charge de la protection de la capitale de Parse. Il fut tué pendant la prise d'Ecbatâna.
Baqhman (バフマン, Bafuman)
Voix japonaise : Taketora (en), voix française : Jacques Albret
L'un des douze marzbâhn de l'armée de Parse, qui dirige la forteresse de Peshawar avec Kishwahd. Il apprend un grand secret à travers une lettre de Valphreze après la bataille d'Atropathènes concernant Arslân et Hilmes. Il se fera tuer en voulant protéger Arslân.
Zandé (ザンデ, Zande)
Voix japonaise : Masakazu Morita, voix française : Bellaid Boudellal
Fils de Kallahn, il prend la place de son père aux côtés de Masque d'Argent quand celui-ci décède. Il rêve de vengeance à l'encontre de Daryûn, qu'il juge responsable du décès de son père.
Lûcian (ルーシャン, Rūshan)
Voix japonaise : Rikiya Koyama
Membre important de la noblesse parse, Lûcian (Rûshan dans l'anime) est le seigneur de Ray. Reconnu pour sa loyauté, sa sagesse et surtout son influence auprès des autres nobles, il rejoint le prince Arslân lors de l'appel de Peshawar, qui lui confie le rôle de conseiller auprès de lui.
Zaravant (ザラーヴァント, Zaravanto)
Voix japonaise : Yūki Ono, voix française : Christophe Seugnet
Membre de la noblesse parse, il est le fils du seigneur Mundhir d'Oxus. Fier, franc et d'un caractère brusque, il méprise Jaswant dont il jalouse sa proximité avec le prince Arslân malgré son statut social inférieur.
Isfân (イスファーン, Isufān)
Voix japonaise : Katsuyuki Konishi, voix française : Bruno Forget
Jeune demi-frère du marzbâhn Shapûr, on le connaît aussi sous le surnom de "Faruhādin", qui signifie "l'homme élevé par les loups" dans le langage Parse. Il possède un différend avec Ghîb.
Tuhs (トゥース, Tūsu)
Voix japonaise : Hiroshi Tsuchida
Chef de la Garnison de Zara, il rejoint le prince Arslân lors de l'appel de Peshawar. Il se bat à l'aide d'une chaîne de combat dotée d'une masse à son emboût.
Shaghad (シャガード, Shagado)
Voix japonaise : Takahiro Sakurai
Vieil ami de Narsus depuis leurs années d'études, il s'est établi dans la cité portuaire de Ghiran, carrefour maritime important du Royaume de Parse, où il est devenu un marchand prospère. D'un air plus aristocratique que Narsus, il possède comme lui une vive intelligence et une excellente habileté au maniement de l'épée.
Grâzeh (グラーゼ, Gurāze)
Voix japonaise : Kenjiro Tsuda
Capitaine du 'Victoire', un navire marchand de belles dimensions, Grâzeh est un marin rude et accompli, aux bras musclés et à la peau tannée par le soleil, qui pratique le commerce et le fret de biens provenant de pays lointains. Courageux, sociable, apprécié de son équipage, il possède une faculté de harangue lui permettant de rassembler les hommes autour de lui pour faire cause commune. Lorsque des navires pirates décident de s'en prendre à sa cargaison, il décide de la défendre coûte que coûte du bout de son sabre. Il se lie très rapidement à Daryûn lorsque celui-ci lui vient en aide, et lui propose le verre de l'amitié à la fin des combats.

### Lusitania
Innocentis VII (イノケンティス七世, Inokentisu nanase)
Voix japonaise : Toshiharu Sakurai, voix française : Jean-Pierre Leblan
Roi du Lusitania. C'est un homme obèse et faible, facilement influençable par son frère ou l'évèque Bodin. D'un poids conséquent, il se déplace rarement à pied, le plus souvent il est porté sur un palanquin transporté par ses soldats. C'est un pieux croyant et il a particulièrement peur des menaces de Bodin de l'excommunier. Après sa rencontre avec la reine Tahaminé, à la suite de prise d'Ecbatâna, il semble être tombé follement amoureux de la reine et exprime son désir de l'épouser, contrariant ainsi les plans de son frère et de Bodin.
Ghisqâr (ギスカール, Gisukāru)
Voix japonaise : Takehito Koyasu, voix française : Éric Marchal
Frère cadet d'Innocentis VII. C'est un homme intelligent et ambitieux qui dirige l'armée Lusitanienne durant son occupation du Royaume Parse. Jusqu'à la prise d'Ecbatâna, il n'avait pas de problème car il pensait qu'il obtiendrait le trône de Lusitania à la mort de son frère, mais le désir de celui-ci d'épouser Tahaminé, ce qui pourrait permettre à Innocentis d'engendrer un héritier, contrarie les plans de Ghisqâr. Il est moins croyant que son frère, et est donc souvent en conflit avec Bodin car il trouve que les prêtres ont trop d'influence dans la politique de Lusitania. C'est lui qui a intégré le Masque d'Argent à l'armée de Lusitania, et s'il semble vouloir profiter de cette alliance, il se méfie néanmoins de son mystérieux allié.
Bodin (ボダン, Bodan)
Voix japonaise : Shirou Saitou, voix française : Olivier Angele
Jean Bodin, évêque de l'église de Yahldabôth et doté du rang le plus haut dans la hiérarchie de la foi de Lusitania. C'est une brute sanguinaire et fanatique, croyant fermement que les Parses sont des hérétiques et souhaitant ardemment détruire toute leur culture. Dans son fanatisme, il n'hésite pas à tuer les soldats lusitaniens qui ne sont pas d'accord avec lui, ainsi qu'à exécuter des milliers d'innocents de façon barbare. Doté d'une grande influence sur Innocentis VII au début de la guerre, il s'insurge rapidement contre l'idée de son roi d'épouser l'ancienne reine de Parse, et n'hésite pas à le menacer d'excommunication. Il déteste également le seigneur Ghisqâr, qui est trop tolérant selon lui et essaye de saper l'influence de son église sur le roi. Il essayera finalement de se "révolter" avec plusieurs soldats en prenant un fort mais le Masque d'Argent écrasera cette résistance, ce qui obligera Bodin à s'enfuir.
Montferrat (モンフェラート, Monferāto)
Voix japonaise : Atsushi Ono
L'un des généraux de l'armée lusitanienne. Il ne semble pas partager le fanatisme religieux de son royaume ou de Baudouin. En effet, il manifeste son chagrin en tuant des civils, y compris des bébés, affirmant que Yahldabôth ne donnera pas sa bénédiction aux tueurs d'enfants.
Baudouin (ボードワン, Bōdowan)
Voix japonaise : Yutaka Aoyama
Autre général de l'armée lusitanienne, il accompagne souvent Montferrat, dont il semble proche. Baudouin croit fermement à la foi de Yahldabôth, ne montrant aucun regret à tuer des civils, justifiant cela par le fait qu'ils étaient païens.
Barcation (バルカシオン, Barukashion)
Voix japonaise : Bon Ishihara
Gouverneur du fort de Saint-Manuel, une ancienne caserne militaire que les Lusitaniens ont restaurée comme poste avancé, c'est un homme bon, pacifique, pieux et qui répugne à se battre. Avant de partir à la guerre, il était chargé de la bibliothèque de Lusitania (ce qui peut expliquer son caractère). Considéré comme un père par Étoile, dont le grand-père lui a demandé de prendre soin de son éducation, il suscite son admiration, son grand respect et son dévouement.
Étoile (エトワール, Etowāru)
Voix japonaise : Yumi Uchiyama, voix française : Nayéli Forest
Jeune Lusitanien du même âge qu'Arslân. Capturé en l'an 317 durant le premier conflit entre Parse et Lusitania, il parvint à s'enfuir en utilisant Arslân comme otage, persuadé qu'il était un fils de noble mais sans connaître son identité réelle. Trois ans plus tard, Étoile, devenu écuyer du comte Barcation, prend part à la défense du fort de Saint-Manuel face aux forces parses du Prince Arslân.
Il est plus tard révélé qu'Étoile est en réalité une fille du nom d'Estelle (Ester dans l'anime) qui a subi une éducation guerrière afin de pouvoir devenir chevalier. Refusant d'être considérée comme une fille, elle dissimule ses traits sous l'uniforme lusitanien et un visage résolu, souhaitant servir son Royaume de son mieux dans les enseignements de Yahldabôth.
En tant que soldate patriote, Ester refusa d'abord de croire les affirmations d'Arslân selon lesquelles les dirigeants de son pays profitaient des enseignements des siens pour leur propre cupidité et ambitions en abusant du nom de Yahldabôth ; croyant même aux affirmations selon lesquelles l'invasion de Maryam était justifiée en raison de la façon dont Maryam servait Yahldabôth était "mauvaise". Cependant, après avoir été impliquée dans une tentative d'assassinat ratée de Guiscard sur Innocentis VII, où elle a vécu en première ligne à une conspiration politique venant de ses supérieurs, et a même été qualifiée de traîtresse à son pays pour avoir suivi aveuglément les ordres de Guiscard (avant d'être forcée d'échapper à une exécution injuste qui lui a été infligée), Ester réalisa alors que les affirmations d'Arslân sont correctes et comprit les méfaits commis par sa nation.
Les Mages de Zahâk (ザッハーク魔道士, Zahhāku madō-shi)
Ce sont des sorciers mystérieux, tous masqués et utilisant leurs pouvoirs pour se déplacer dans la terre ou sous forme d'ombre en toute discrétion. Comme leur nom l'indique ce sont des serviteurs de Zahâk, le Roi-serpent qui régnait autrefois sur les terres de Parse et y imposait la terreur jusqu'à ce que Qai Hoslô, fondateur de la dynastie royale Parse, ne le batte en le scellant dans un tombeau du mont Demavand, trois siècles avant le début de l'histoire du manga. Ses adorateurs œuvrent dans l'ombre, manipulant les événements pour favoriser le chaos et la destruction afin de ramener leur maître. Des révélations d'Andragoras, ainsi qu'un aveu du chef des Mages, laissent à penser qu'ils auraient instillé la peur dans l'esprit du roi Godalzes II, le père d'Andragoras et Osloes, ce dernier étant extrêmement superstitieux. C'est eux qui ont sauvé Hilmes des flammes censées le tuer après le décès de son père, et depuis ils se sont mis à son service et ont notamment aidé le masque d'argent ainsi que les Lusitaniens en faisant se lever le brouillard qui leur a permis de remporter la victoire à Atropathènes. Par la suite, toujours afin de favoriser la propagation du chaos, ils ont commencé à assassiner des dignitaires lusitaniens au hasard dans Ecbatâna.

### Sindôra
Rajendra (ラジェンドラ, Rajendora)
Voix japonaise : Kōsuke Toriumi, voix française : Bruno Méyère
Rajendra est le second enfant du roi Calihcala II de Sindôra, et le demi-frère du fils aîné du roi, le prince Gahdehvî. Il lutte pour le trône contre son frère, et profite de la période troublée actuelle, notamment de la maladie de son père, pour rassembler une armée de cinquante mille hommes afin d'attaquer le royaume au nord-est de Sindôra, Parse. Son armée est cependant défaite par les troupes envoyées contre elle depuis la forteresse de Peshawar, et il est fait prisonnier, mais Arslân le traite comme un invité et Narsus fait savoir qu'ils ont tous les deux conclut une alliance pour que Rajendra puisse vaincre les forces de son demi-frère et devenir l'héritier du trône de Sindôra. Il prend donc part à une campagne militaire active contre les forces de son demi-frère, accompagné par Arslân et son groupe qui dirigent une armée de dix mille soldats Parses. Une fois que Rajendra est couronné roi de Sindora, il décide de trahir Arslân. Pendant que les soldats parses dorment, Rajendra s'approche du campement avec des hommes pour l'attaquer.
Cependant, il est pris à son propre piège, ce qui provoque la capture de Rajendra. Arslân accepte de le libérer à condition de faire un traité de paix avec ce Rajendra et que ce dernier tienne sa parole.
Gahdehvî (ガーデーヴィ, Gādēvi)
Voix japonaise : Susumu Chiba, voix française : Jean-Marco Montalto
Fils aîné de Calihcala II, le roi de Sindôra, il estime être l'héritier légitime du trône et n'a que mépris pour son jeune demi-frère, notamment parce que ce dernier n'est pas l'enfant d'une épouse du roi mais d'une esclave. Il n'a aucune compassion et fais preuve d'autorité et de cruauté, ce qui laisse à penser à son principal lieutenant, le Grand Vizir Mahendra, qu'il ne saurait pas conserver la loyauté de ses vassaux s'il devenait roi.
À la suite de sa défaite lors du combat contre les dieux, il menace le roi Calihcala II et tue le Premier ministre Mahendra qui cherchait à s'interposer. Devant cette trahison, il sera exécuté après l'accession de Rajendra au trône.
Calihcala II (カリカーラ二世, Karikāra nisei)
Voix japonaise : Hideyuki Umezu
Roi de Sindôra et père de Gahdehvî et Rajendra. C'est un roi aimé par son peuple. Il semble user de médecines illicites, qui nuisent grandement à sa santé, le faisant ainsi passer la majeure partie de ses journées au lit. Il est agacé des nombreux conflits entre ses deux fils, et finit par laisser aux dieux la décision par rapport à son héritier.
Il meurt peu de temps après le combat devant les dieux, ne laissant aucun regret derrière lui en pensant que ses deux fils se sont réconciliés.
Mahendra (マヘンドラ, Mahendora)
Voix japonaise : Tetsuo Kanao (en)
Grand Vizir héréditaire du Royaume de Sindôra et allié du prince Gahdehvî, il est aussi le père adoptif de Jaswant.
Jaswant (ジャスワント, Jasuwanto)
Voix japonaise : Wataru Hatano , voix française : Renaud Heine
Agent de l'ombre au service du Grand Vizir Mahendra, qui l'a éduqué lorsqu'il n'était encore qu'un orphelin, n'ayant jamais connu ses parents ; il respecte énormément ce dernier et le considère même comme un père. Après le décès de son maître, il fait le choix de quitter sa patrie pour rejoindre le camp du prince Arslân afin de l'aider à lutter contre les Lusitaniens.

### Maryam
Irina (イリーナ, Irīna)
Voix japonaise : Kayano Ai
Dernière princesse du Royaume de Maryam. Aveugle de naissance et seconde de sa lignée, elle s'exila de son pays lors du massacre de ses parents avec sa grande sœur, qui périt également pour protéger sa fuite. Cachée par un riche marchand, elle y fait la rencontre du jeune Hilmes, dont elle s'éprend, et qui lui promet de l'épouser une fois qu'il aura reconquis son trône usurpé par son oncle Andragoras.
Merlane (メルレイン, Merurein)
Voix japonaise : Satoshi Hino
Archer talentueux à la vue perçante, il est également un bon épéiste. Fils du chef de la tribu Zott, il se met au service de la princesse Irina pour lui servir d'escorte dans son exil. Séparé d'elle et ayant appris la localisation de sa sœur cadette, Alfrîd, il part à sa rencontre pour qu'elle prenne ses responsabilités et devienne la cheffe de sa tribu, conformément au souhait de son défunt père. Lorsqu'il la retrouve et qu'elle lui apprend que c'est le Masque d'Argent qui l'a tué en duel, il jure de le venger et se range aux côtés du Prince Arslân pour le retrouver.

### Tûran
Tokhtamysh (トクタミシュ, Tokutamishu)
Voix japonaise : Tesshō Genda
Roi de Tûran qui a obtenu sa position après de nombreuses années de conflits politiques. Il a décidé d'envahir le Parse afin de renforcer sa faible influence politique.
Jimsa (ジムサ, Jimusa)
Voix japonaise : Sōma Saitō
Jeune général de Tûran à la technique de combat atypique. Profitant de l'agilité due à sa petite taille, il se déplace avec rapidité tout en tirant à l'aide d'une sarbacane dotée de fléchettes empoisonnées.
Ilterish (イルテリシュ, Iruterishu)
Voix japonaise : Tetsu Inada
Neveu du Roi Tokhtamysh et général de la grande armée de Tûran, c'est un homme ambitieux au tempérament violent, qui se bat à la manière d'un fou furieux. Ceux qui le servent l'appellent par le titre "Jinon" (Prince Royal).
Tarkhan (タルハーン, Taruhân)
Voix japonaise : Saitō Jirō
Général à la carrure et à la force impressionnantes, il est redouté comme le plus grand guerrier des plaines tûrannes.

## Manga

### Publication

Logo original du manga.

Le manga est prépublié dans le magazine Bessatsu Shōnen Magazine depuis juillet 2013 et publié par l'éditeur Kōdansha en volumes reliés depuis avril 2014. Les événements décrits dans le manga débutent trois ans avant ceux de la série de romans originale, Les Chroniques d'Arslân, à la demande de l'auteur, Yoshiki Tanaka.
La version française est publiée par Kurokawa à partir de mai 2015. Afin de célébrer les dix ans de l'éditeur ainsi que ses dix ans de collaboration avec l'auteur Hiromu Arakawa, Kurokawa publie une édition collector exclusive pour le premier tirage du premier tome de la série avec six pages en couleur ainsi qu'une interview de la dessinatrice Hiromu Arakawa et de l'auteur du roman Yoshiki Tanaka.

### Liste des volumes et chapitres
| no | Japonais              | Japonais                                               | Français         | Français          |
| no | Date de sortie        | ISBN                                                   | Date de sortie   | ISBN              |
| --- | --------------------- | ------------------------------------------------------ | ---------------- | ----------------- |
| 1 | 9 avril 2014          | 978-4-06-395050-2                                      | 15 mai 2015      | 978-2-36852-172-4 |
| Personnage de couverture : ArslânListe des chapitres : - Chapitre 1 : La gloire d'Ecbatâna (エクバターナの栄華, Ekubatāna no eiga) - Chapitre 2 : La bataille d'Atropathènes (アトロパテネの会戦, Atoropatene no kaisen) - Chapitre 3 : Le chevalier de jais (黒衣の騎士, Kokui no kishi) - Chapitre 4 : Les retrouvailles (旧友との再会, Kyūyū to no saikai) |                       |                                                        |                  |                   |
| 2 | 9 mai 2014            | 978-4-06-395063-2                                      | 2 juillet 2015   | 978-2-36852-173-1 |
| Personnage de couverture : DaryûnListe des chapitres : - Chapitre 5 : Un monarque à l'esprit ouvert (君主の度量, Kunshu no doryō) - Chapitre 6 : La flèche salvatrice (救いの一矢, Sukui no isshi) - Chapitre 7 : Le musicien errant (流浪の楽士, Rurō no gakushi) - Chapitre 8 : La porte ensanglantée (血塗れの門, Chimamire no mon) - Chapitre 9 : Ecbatâna à feu et à sang (流血の狂宴, Ryūketsu no kyōen) - Chapitre 10 : La reine captive (囚われの王妃, Toraware no ōhi) |                       |                                                        |                  |                   |
| 3 | 9 février 2015        | 978-4-06-395307-7                                      | 8 octobre 2015   | 978-2-36852-189-2 |
| Personnage de couverture : NarsusListe des chapitres : - Chapitre 11 : Le départ pour le front (カーラーンの出陣, Kārān no shutsujin) - Chapitre 12 : Une beauté sans égale (絶世の美女, Zessei no bijo) - Chapitre 13 : La trahison d'un héros (裏切りの英雄, Uragiri no eiyū) - Chapitre 14 : Sur la piste du roi (王の行方, Ō no yukue) - Chapitre 15 : Le roi légitime (正統の王, Seitō no ō) - Chapitre 16 : L'amour d'Innocentis VII (イノケンティス王の恋, Inokentisu ō no koi) - Chapitre 17 : Sous le masque (仮面の下, Kamen no shita) - Chapitre 18 : Retrouvailles au bord de l'eau (水辺の再会, Mizube no saikai) - Chapitre 19 : Le second prince (二人目の王子, Futari-me no ōji) |                       |                                                        |                  |                   |
| 4 | 9 octobre 2015        | 978-4-06-395508-8                                      | 10 mars 2016     | 978-2-36852-263-9 |
| Personnage de couverture : ElamListe des chapitres : - Chapitre 20 : Le maître de la citadelle de Kashân (カシャーン城塞の主, Jōsai no shu) - Chapitre 21 : La conspiration de Hodeyr (ホディールの謀, Hodīru no hakarigoto) - Chapitre 22 : Pour le maître (主のために, Nushi to tame ni) - Chapitre 23 : Le fait du prince (正義のありか, Seigi no arika) - Chapitre 24 : La main du diable (魔の手, Ma no te) - Chapitre 25 : La route vers Peshawar (ペシャワールへの道, Peshawāru e no dō) - Chapitre 26 : Le barde au clair de lune (月下の吟遊詩人, Gekka no gin'yū shijin) - Chapitre 27 : L'héritier de Kahllahn (カーラーンの息子, Kārān no musuko)                                    |                       |                                                        |                  |                   |
| 5 | 3 mai 2016 9 mai 2016 | 978-4-06-358794-4 (édition spéciale) 978-4-06-395660-3 | 7 juillet 2016   | 978-2-36852-267-7 |
| Personnage de couverture : GhîbListe des chapitres : - Chapitre 28 : L'hétitière du clan Zott (ゾット族の娘, Zotto zoku no musume) - Chapitre 29 : Le village du crépuscule (黄昏の村, Tasogare no mura) - Chapitre 30 : L'ombre du Roi-serpent (蛇王の影, Jaō no kage) - Chapitre 31 : Réminiscence (瞼の奥, Mabuta no oku) - Chapitre 32 : Le retour du soldat (戦士の帰還, Senshi no kikan) - Chapitre 33 : La soumission de Sahm (サームの帰従, Sāmu no kijū) - Chapitre 34 : La montagne maudite (魔の山, Ma no yama) |                       |                                                        |                  |                   |
| 6 | 9 novembre 2016       | 978-4-06-395660-3 978-4-06-358830-9 (édition spéciale) | 9 mars 2017      | 978-2-36852-493-0 |
| Personnage de couverture : FaranghîsListe des chapitres : - Chapitre 35 : Le faucon aux deux glaives (双刀の鷹, Sō katana no taka) - Chapitre 36 : La qualité d'un roi (国王の資質, Kokuō no shishitsu) - Chapitre 37 : La citadelle de grès (砂岩の城, Sagan no shiro) - Chapitre 38 : Les deux princes (二人の王子, Futari no ōji) - Chapitre 39 : De sang royal (王家の血, Ōke no chi) - Chapitre 40 : Les trois préceptes (三つの理, Mittsu no ri) |                       |                                                        |                  |                   |
| 7 | 9 mai 2017            | 978-4-06-395937-6                                      | 12 octobre 2017  | 978-2-36852-543-2 |
| Personnage de couverture : AlfrîdListe des chapitres : - Chapitre 41 : Le joli minois de Sindôra (シンドゥラの色男, Shindura no irootoko) - Chapitre 42 : Un ciel étranger (異国の空, Ikoku no sora) - Chapitre 43 : Cérémonie de nouvel an (新年の儀, Shin'nen no gi) - Chapitre 44 : Le guide nocturne (闇夜の案内人, An'ya no annai-nin) - Chapitre 45 : La bataille de Gujarât (グジャラートの戦い, Gujarāto no tatakai) - Chapitre 46 : Prince et vassal (君臣の義, Kunshin no gi) |                       |                                                        |                  |                   |
| 8 | 9 novembre 2017       | 978-4-06-510379-1                                      | 16 mai 2018      | 978-2-36852-642-2 |
| Personnage de couverture : KishwahdListe des chapitres : - Chapitre 47 : A l'aube d'une bataille décisive (決戦の日, Kessen no hi) - Chapitre 48 : Le rugissement de la bataille (轟音の戦象部隊, Gōon no ikusa zō butai) - Chapitre 49 : La décision du roi Calihcala (カリカーラ王の決断, Karikāra ō no ketsudan) - Chapitre 50 : La bête sur le champ de bataille (決闘場の獣, Kettō-jō no kemono) - Chapitre 51 : La décision des dieux (神々の裁き, Kamigami no sabaki) - Chapitre 52 : La capitale au soleil couchant (落日の国都, Rakujitsu no kokuto) |                       |                                                        |                  |                   |
| 9 | 9 mai 2018            | 978-4-06-511399-8 978-4-06-512057-6 (édition spéciale) | 6 décembre 2018  | 978-2-36852-699-6 |
| Personnage de couverture : JaswantListe des chapitres : - Chapitre 53 : Le dernier repas (最後の晩餐, Saigo no bansan) - Chapitre 54 : Le retour du guerrier (戦士の帰還, Senshi no kikan) - Chapitre 55 : La cache de la lettre secrète (密書の行方, Missho no yukue) - Chapitre 56 : Une flaque de sang (血の澱み, Chi no odomi) - Chapitre 57 : Retrouvailles au début du printemps (早春の邂逅, Sōshun no kaikō) - Chapitre 58 : Le vagabond (無双の旅人, Musō no tabibito) |                       |                                                        |                  |                   |
| 10 | 9 novembre 2018       | 978-4-06-513236-4 978-4-06-514131-1 (édition spéciale) | 9 mai 2019       | 978-2-36852-699-6 |
| Personnage de couverture : Masque d'ArgentListe des chapitres : - Chapitre 59 : Les bases de la reconquête (討伐の礎, Tōbatsu no ishizue) - Chapitre 60 : Combat décisif à la cidatelle de Zabûr (ザーブル城の決戦, Zāburu-jō no kessen) - Chapitre 61 : Le messager du Maryam (マルヤムの使者, Maru yamu no shisha) - Chapitre 62 : La princesse d'un royaume en ruines (亡国の王女, Bōkoku no ōjo) - Chapitre 63 : Le travail d'un brigand (盗賊の仕事, Tōzoku no shigoto) - Chapitre 64 : Le jeune frère de Shapûr (シャプールの弟, Shapūru no otōto) |                       |                                                        |                  |                   |
| 11 | 9 mai 2019            | 978-4-06-515077-1 978-4-06-516225-5 (édition spéciale) | 14 novembre 2019 | 978-2-36852-867-9 |
| Personnage de couverture : QbadListe des chapitres : - Chapitre 65 : La colère du loup (狼の怒り, Kami no ikari) - Chapitre 66 : Un quatrain d'adieu (別れの四行詩, Wakare no yon gyō shi) - Chapitre 67 : Courtoisie à la manière parse (パルス流の礼節, Parusu-ryū no reisetsu) - Chapitre 68 : La grande chasse de Shafuristân (シャフリスターンの狩猟祭, Shafurisutān no shuryō-sai) - Chapitre 69 : La damoiselle du fort de Saint-Manuel (聖マヌエル城の少女, Sei Manueru-jō no shōjo) - Chapitre 70 : Une question de vie ou de mort (存亡の秋, Sonbō no aki) |                       |                                                        |                  |                   |
| 12 | 8 novembre 2019       | 978-4-06-517309-1 978-4-06-517310-7 (édition spéciale) | 9 juillet 2020   | 978-2-36852-903-4 |
| Personnage de couverture : RajendraListe des chapitres : - Chapitre 71 : L'ambition de Ghisqâr (ギスカールの野望, Gisukāru no yabō) - Chapitre 72 : Le retour du roi (王の帰還, Ō no kikan) - Chapitre 73 : L'hymne de la vie (生命の讃歌, Seimei no sanka) - Chapitre 74 : Le marzbâhn errant (流浪の万騎長, Rurō no banki-chō) - Chapitre 75 : L'identité du leurre (囮の名は, Otori no na wa) - Chapitre 76 : L'assaut de l'armée tûranne (トゥラーン軍の猛攻, Gun no mōkō) |                       |                                                        |                  |                   |
| 13 | 8 mai 2020            | 978-4-06-518847-7 978-4-06-519633-5 (édition spéciale) | 14 janvier 2021  | 978-2-36852-904-1 |
| Personnage de couverture : ZandéListe des chapitres : - Chapitre 77 : Cris de joie à Peshawar (歓喜のペシャワール, Kanki no Peshawāru) - Chapitre 78 : Sous la tombe (墓の下, Haka no shita) - Chapitre 79 : Quand la terre tremble (激震の大地, Gekishin no daichi) - Chapitre 80 : Les ondulations du Roi-serpent (蛇王の蠢き, Jaō no ugomeki) - Chapitre 81 : Disgrâce lusitanienne (ルシタニアの屈辱, Rushitania no kutsujoku) - Chapitre 82 : Le souverain des Hautes Plaines (草原の覇者, Sōgen no hasha) |                       |                                                        |                  |                   |
| 14 | 9 décembre 2020       | 978-4-06-521680-4 978-4-06-522418-2 (édition spéciale) | 9 septembre 2021 | 978-2-38071-101-1 |
| Personnage de couverture : GhisqârListe des chapitres : - Chapitre 83: La provocation du souverain tûranne (トゥラーン国王の挑発, Kokuō no chōhatsu) - Chapitre 84: Rivalité amoureuse (恋の鞘当て, Koi no sayaate) - Chapitre 85: La piqûre nocturne du frelon (毒蜂の夜襲, Doku hachi no yashū) - Chapitre 86: La nouvelle lune sanglante (新月の惨劇, Shingetsu no sangeki) - Chapitre 87: La nuit du combat décisif (血戦の夜, Kessen no yoru) - Chapitre 88: L'étoffe d'un roi (王者の器量, Ōja no kiryō) |                       |                                                        |                  |                   |
| 15 | 9 juin 2021           | 978-4-06-523427-3 978-4-06-523568-3 (édition spéciale) | 9 juin 2022      | 978-2-38071-265-0 |
| Personnage de couverture : JimsaListe des chapitres : - Chapitre 89: Les souvenirs enfouis (追憶の情, Tsuioku no jō) - Chapitre 90: La fin de la parade (行軍の果て, Kōgun no hate) - Chapitre 91: Un seul et unique souverain (唯一の国王, Yuiitsu no kokuō) - Chapitre 92: Solitude nocturne (独りの夜, Hitori no yoru) - Chapitre 93: Le chef des brigands (盗賊の長, Tōzoku no chō) - Chapitre 94: La mélancolie de Ghisqâr (王弟殿下の憂鬱, Ōtei denka no yūutsu) |                       |                                                        |                  |                   |
| 16 | 9 décembre 2021       | 978-4-06-526279-5 978-4-06-526304-4 (édition spéciale) | 10 novembre 2022 | 978-2-38071-266-7 |
| Personnage de couverture : Innocentis VIIListe des chapitres : - 95: L'inquiétude du gouverneur de Ghiran (ギラン総督の動揺, Giran sōtoku no dōyō) - 96: Les hommes de la mer (海の男たち, Umi no otoko-tachi) - 97: La légende du roi pirate (海賊王の伝説, Kaizoku ō no densetsu) - 98: La torture d'un pays civilisé (文明国の拷問, Bunmei-koku no gōmon) - 99: Le plan des pirates (海賊たちの策謀, Tōzoku no chō) - 100: Le jugement du souverain (王者の審判, Ōtei denka no yūutsu) |                       |                                                        |                  |                   |
| 17 | 9 juin 2022           | 978-4-06-528168-0                                      | 8 juin 2023      | 978-2-38071-510-1 |
| Personnage de couverture : MerlaneListe des chapitres : - 101: Ennemis mortels (不倶戴天の敵, Fugutaiten no teki) - 102: Le temps des adieux (訣別の時, Ketsubetsu no toki) - 103: Vacances princières (王太子の休日, Ō taishi no kyūjitsu) - 104: Retrouvailles familiales (兄妹の再会, Kyōdai no saikai) - 105: Les deux fugitifs (二人の逃亡者, Futari no tōbō-sha) - 106: Le sang royal maudit (王家の呪縛, Ōke no jubaku) |                       |                                                        |                  |                   |
| 18 | 9 décembre 2022       | 978-4-06-529947-0 978-4-06-529984-5 (édition spéciale) | 7 décembre 2023  | 978-2-38071-557-6 |
| Personnage de couverture : EtoileListe des chapitres : - 107: Sa Majesté s'en va t'en guerre (王の出陣, Ō no shutsujin) - 108: La fierté Lusitanienne (ルシタニア騎士の誇り, Rushitania kishi no hokori) - 109: La bataille de Shahroud (サハルードの会戦, Saharūdo no kaisen) - 110: Voix divines (神の御声, Kami no onkoe) - 111: La contre-attaque Lusitanienne (ルシタニアの逆襲, Rushitania no gyakushū) - 112: Au crépuscule de Shahroud (サハルードの黄昏, Saharūdo no tasogare) |                       |                                                        |                  |                   |
| 19 | 8 juin 2023           | 978-4-06-531875-1 978-4-06-531876-8 (édition spéciale) | 14 mars 2024     | 979-10-420-1400-1 |
| Personnage de couverture : SahmListe des chapitres : - 113: L'ivresse du sang (流血の酔い, Ryūketsu no yoi) - 114: Le piège de Ghisqâr (ギスカールの罠, Gisukāru no wana) - 115: Le murmure du démon (悪魔のささやき, Akuma no sasayaki) - 116: Là où tout a commencé (始まりの地, Hajimari no ji) - 117: La seconde bataille d'Atropatènes (アトロパテネの再戦, Atoropatene no saisen) - 118: La dernière prière (今際の祈り, Imawa no inori) |                       |                                                        |                  |                   |
| 20 | 9 janvier 2024        | 978-4-06-533889-6 978-4-06-533888-9 (édition spéciale) | 10 octobre 2024  | 979-10-420-1466-7 |
| Personnage de couverture : BodinListe des chapitres : - 119: La charge de Bodin (ボダンの襲撃, Bodan no shūgeki) - 120: Le démon vêtu de noir (黒衣の悪魔, Kokui no akuma) - 121: Au fond de l'enfer (地獄の底, Jigoku no soko) - 122: Au crépuscule de la Lusitanie (ルシタニアの落日, Rushitania no rakujitsu) - 123: Le trône solitaire (孤独の玉座, Kodoku no gyokuza) - 124: La vérité sur la famille royale Parse (パルス王家の真実, Parusu ōke no shinjitsu) |                       |                                                        |                  |                   |
| 21 | 7 août 2024           | 978-4-06-536516-8 978-4-06-536524-3 (édition spéciale) | 15 mai 2025      | 979-10-420-1839-9 |
| Personnage de couverture : TahamineListe des chapitres : - 125: Le secret des origines (出生の秘密, Shussei no himitsu) - 126: La lame de la royauté (王家の剣, Ōke no ken) - 127: La légende du Roi-serpent (蛇王の伝説, Jaō no densetsu) - 128: La cérémonie de couronnement (戴冠の儀, Taikan no gi) - 129: La voix du peuple (民の声, Min no koe) - 130: Le dénouement (決闘の行方, Kettō no yukue) |                       |                                                        |                  |                   |
| 22 | 7 mars 2025           | 978-4-06-538721-4 978-4-06-538723-8 (édition spéciale) |                  |                   |
| Personnage de couverture : Andragoras IIIListe des chapitres : - 131: Tāyaminairi, la tour où deux Rois périrent (二王墜死の塔（ターヤミーナイリ）, Niō tshuishi no tō (Tāyaminairi)) - 132: Guerriers d'outre-tombe (隠り世の戦士, Kakureyo no senshi) - 133: Nuages sombres sur Ecbatâna (暗雲のエクバターナ, An'un no Ekubatāna) - 134: Le fantôme d'Atropatènes (アトロパテネの亡霊, Atoropatene no bōrei) - 135: La fierté du chevalier (騎士の誇り, Kishi no hokori) - 136: Le chevalier malchanceux (不退の騎士, Futai no kishi) |                       |                                                        |                  |                   |
| 23 | 9 septembre 2025      | 978-4-06-540658-8                                      |                  |                   |
| Personnage de couverture : IsfanListe des chapitres : - 137: Le lieu de mort d'un guerrier (武人の死に場所, Bujin no shinibasho) - 138: Un vassal loyal (忠義の臣, Chūgi no shin) - 139: La malédiction finale (最後の呪い, Saigo no noroi) - 140: Les regrets d'un frère (兄の未練, Ani no miren) - 141: Le rêve du loup (狼の夢, Ōkami no yume) - 142: Le souverain et la décision de son sujet (君臣の決断, Kunshin no ketsudan) |                       |                                                        |                  |                   |

Chapitres non parus en volumes (titres provisoires) :
- 143: A paraître

## Anime

Logo original de la deuxième saison de l'anime.

L'adaptation en anime est annoncée en novembre 2014. Celle-ci est produite au sein des studios Liden Films et Sanzigen avec une réalisation de Noriyuki Abe, un scénario de Makoto Uezu et des compositions de Taro Iwashiro. Elle est diffusée initialement à partir du 5 avril 2015 sur MBS et TBS. Dans les pays francophones, elle est diffusée en simulcast par Wakanim, en partenariat avec @Anime, et sur la chaîne Mangas. Le titre français de l'anime reprend celui des romans originaux Les Chroniques d'Arslân plutôt que le titre du manga The Heroic Legend of Arlsân.
Une seconde saison intitulée Le ballet de la tempête de sable (風塵乱舞, Fūjin Ranbu) est annoncée en octobre 2015. Celle-ci est composée de huit épisodes et est diffusée entre le 3 juillet 2016 et le 21 août 2016.

### Saison 1
| No  | Titre en français                       | Titre original                                     | Date de 1re diffusion |
| --- | --------------------------------------- | -------------------------------------------------- | --------------------- |
| 1   | Les splendeurs d'Ecbatâna               | エクバターナの栄華 Ekubatāna no eiga               | 5 avril 2015          |
| 2   | 14 ans, première bataille               | 十四歳, 初陣 Jūyon-sai, uijin                      | 12 avril 2015         |
| 3   | Le cavalier noir                        | 黒衣の騎士 Kokui no kishi                          | 19 avril 2015         |
| 4   | Le stratège pessimiste                  | 厭世の軍師 Ensei no gunshi                         | 26 avril 2015         |
| 5   | La capitale en flammes, première partie | 王都炎上 ～前編～ Ō toenjō ~ zenpen ~              | 3 mai 2015            |
| 6   | La capitale en flammes, deuxième partie | 王都炎上 ～後編～ Ō toenjō ~ kōhen ~               | 10 mai 2015           |
| 7   | Les belles et les bêtes                 | 美女たちと野獣たち Bijo-tachi to yajū-tachi        | 17 mai 2015           |
| 8   | Le héros traître                        | 裏切りの英雄 Uragiri no eiyū                       | 24 mai 2015           |
| 9   | Sous le masque                          | 仮面の下 Kamen no shita                            | 31 mai 2015           |
| 10  | Le seigneur de la citadelle de Kashân   | カシャーン城塞の主 Kashān jōsai no omo             | 7 juin 2015           |
| 11  | La route vers Peshawar                  | ペシャワールへの道 Peshawāru e no michi            | 14 juin 2015          |
| 12  | Le dévouement du chevalier              | 騎士の忠義 Kishi no chūgi                          | 21 juin 2015          |
| 13  | Deux princes                            | 王子二人 Ō ji futari                               | 28 juin 2015          |
| 14  | Le prince d'un pays étranger            | 異国の王子 Ikoku no ōji                            | 12 juillet 2015       |
| 15  | La panthère noire de Sindôra            | シンドゥラの黒豹 Shindoura no kurohyō              | 19 juillet 2015       |
| 16  | La complainte du soleil couchant        | 落日悲歌 Rakujitsu hika                            | 26 juillet 2015       |
| 17  | Le duel devant les dieux                | 神前決闘 Shinzen kettō                             | 2 août 2015           |
| 18  | Traverser à nouveau le fleuve           | ふたたび河をこえて Futatabi kawa o koete           | 9 août 2015           |
| 19  | La fin de l'hiver                       | 冬の終り Fuyu no owari                             | 16 août 2015          |
| 20  | Le vrai visage du chevalier             | 騎士の素顔 Kishi no sugao                          | 23 août 2015          |
| 21  | Ballade d'adieu                         | 別れの詩 Wakare no uta                             | 30 août 2015          |
| 22  | La veille du départ au combat           | 出撃前夜 Shutsugeki Zen’ya                         | 6 septembre 2015      |
| 23  | La bataille de Saint-Manuel             | 聖マヌエル城の攻防 San emanyueru no kīpu notatakai | 13 septembre 2015     |
| 24  | Bataille décisive                       | 決戦 Kessen                                        | 20 septembre 2015     |
| 25  | Chemin pavé de sang et de sueur         | 汗血公路 Kanketsukouro                             | 27 septembre 2015     |
| OAV | Pas de traduction officielle            | 汗血恋路 Kanketsu Koiji                            | 9 mai 2016            |

### Saison 2: Le ballet de la tempête de sable
| No  | Titre en français                                     | Titre original                                       | Date de 1re diffusion |
| --- | ----------------------------------------------------- | ---------------------------------------------------- | --------------------- |
| 1   | L'invasion de Tûran                                   | トゥラーン軍侵攻 Tōrān-gun Shinkou                   | 3 juillet 2016        |
| 2   | Le roi contre le conquérant                           | 王者対覇者 Ōja Tai Hasha                             | 10 juillet 2016       |
| 3   | Ombre solitaire et cavaliers sur le champ de bataille | 征馬孤影 Seibakoei                                   | 17 juillet 2016       |
| 4   | La capitale du continent et la capitale des eaux      | 陸の都と水の都と Riku no Miyako to Mizu no Miyako to | 24 juillet 2016       |
| 5   | Les adieux                                            | 決別 Ketsubetsu                                      | 31 juillet 2016       |
| 6   | Les malheurs des rois                                 | 列王の災難 Retsu-ou no Sainan                        | 7 août 2016           |
| 7   | Un arc-en-ciel sur la ville                           | 虹の都 Niji no Miyako                                | 14 août 2016          |
| 8   | Le ballet de la tempête de sable                      | 風塵乱舞 Fūjin Ranbu                                 | 21 août 2016          |
| OAV | Pas de traduction officielle                          | 友情の宴 Yūjō no Utage                               | 9 novembre 2016       |

### Musique
Dans la première saison, le thème d'ouverture des épisodes 1 à 13 est Boku no Kotoba Dewanai Kore wa Boku-tachi no Kotoba (僕の言葉ではない これは僕達の言葉, lit. Ce ne sont pas mes mots, ce sont tes mots) d'Uverworld, et le thème de fin est Lapis Lazuli (ラピスラズリ) de Eir Aoi. À partir de l'épisode 13, le thème d'ouverture est Uzu to Uzu (渦と渦) de NICO Touches the Walls et celui de fin est One Light de Kalafina.
Pour la seconde saison, le générique d'ouverture est Tsubasa (翼) d'Eir Aoi, et celui de fin Blaze de Kalafina.

## Jeu vidéo

Logo original du jeu vidéo.

Un jeu vidéo intitulé Arslan: The Warriors of Legend (アルスラーン戦記×無双, Arslan Senki x Musou), crossover avec la série Musō et basé sur le premier arc de la série d'animation adaptée du manga, est développé par Omega Force et sort le 1er octobre 2015 sur PlayStation 3 et PlayStation 4 au Japon,. Il est ensuite sorti en février 2016 sur PlayStation 3, PlayStation 4, Xbox One et PC en Amérique du Nord et en Europe.

### Édition japonaise
Kōdansha
1. 1 2  (ja) « Tome 1 »
2. 1 2  (ja) « Tome 2 »
3. 1 2  (ja) « Tome 3 »
4. 1 2  (ja) « Tome 4 »
5. 1 2  (ja) « Tome 5 Édition Spéciale »
6. 1 2  (ja) « Tome 5 »
7. 1 2  (ja) « Tome 6 »
8. ↑  (ja) « Tome 6 Édition Speciale »
9. 1 2  (ja) « Tome 7 »
10. 1 2  (ja) « Tome 8 »
11. 1 2  (ja) « Tome 9 »
12. ↑  (ja) « Tome 9 Édition Spéciale »
13. 1 2  (ja) « Tome 10 »
14. ↑  (ja) « Tome 10 Édition Spéciale »
15. 1 2  (ja) « Tome 11 »
16. ↑  (ja) « Tome 11 Édition Spéciale »
17. 1 2  (ja) « Tome 12 »
18. ↑  (ja) « Tome 12 Édition Spéciale »
19. 1 2  (ja) « Tome 13 »
20. ↑  (ja) « Tome 13 Édition Spéciale »
21. 1 2  (ja) « Tome 14 »
22. ↑  (ja) « Tome 14 Édition Spéciale »
23. 1 2  (ja) « Tome 15 »
24. ↑  (ja) « Tome 15 Édition Spéciale »
25. 1 2  (ja) « Tome 16 »
26. ↑  (ja) « Tome 16 Édition Spéciale »
27. 1 2  (ja) « Tome 17 »
28. 1 2  (ja) « Tome 18 »
29. ↑  (ja) « Tome 18 Édition Spéciale »
30. 1 2  (ja) « Tome 19 »
31. ↑  (ja) « Tome 19 Édition Spéciale »
32. 1 2  (ja) « Tome 20 »
33. ↑  (ja) « Tome 20 Édition Spéciale »
34. 1 2  (ja) « Tome 21 »
35. ↑  (ja) « Tome 21 Édition Spéciale »
36. 1 2  (ja) « Tome 22 »
37. ↑  (ja) « Tome 22 Édition Spéciale »
38. 1 2  (ja) « Tome 23 »

### Édition française
Kurokawa
1. 1 2  Tome 1
2. 1 2  Tome 2
3. 1 2  Tome 3
4. 1 2  Tome 4
5. 1 2  Tome 5
6. 1 2  Tome 6
7. 1 2  Tome 7
8. 1 2  Tome 8
9. 1 2  Tome 9
10. 1 2  Tome 10
11. 1 2  Tome 11
12. 1 2  Tome 12
13. 1 2  Tome 13
14. 1 2  Tome 14
15. 1 2  Tome 15
16. 1 2  Tome 16
17. 1 2  Tome 17
18. 1 2  Tome 18
19. 1 2  Tome 19
20. 1 2  Tome 20
21. 1 2  Tome 21